# Alexandra Coelho Ahndoril
Alexandra Coelho Ahndoril (Helsingborg, 2 maart 1966) is een Zweedse schrijfster. Haar ouders zijn een Portugese moeder en een Zweedse vader. Coelho Ahndoril groeide op in Helsingborg aan de zuidkust van Zweden. In het begin van de jaren 90 verhuisde Coelho Ahndoril naar Stockholm. Daar ging ze werken aan een acteercarrière. Daarna verlegde ze haar focus naar het schrijven.
In 2003 publiceerde Coelho Ahndoril haar debuutroman Stjärneborg over het leven van astronoom Tycho Brahe. De roman ontving de Katapult Prijs [sv] het volgende jaar. Dit kreeg een vervolg met het boek "Birgitta och Katarina" ( Birgitta en Katarina, 2006). Het gaat over het leven van de heilige Birgitta van Zweden. Een ander boek is Mäster (2009). Dit gaat over de radicale socialist August Palm.
Later schrijft Coelho Ahndoril met haar man Alexander Ahndoril onder het pseudoniem Lars Kepler, auteur van de internationaal best verkochte Joona Linna-serie. In deze serie zitten meer schrijvers van dit type boek.
Coelho Ahndoril schrijft ook als literair criticus bij twee van de grootste kranten van Zweden, Göteborgs-Posten en Dagens Nyheter.
- Bibliothèque nationale de France: cb16545886n (data)
- Gemeinsame Normdatei: 129324973
- International Standard Name Identifier: 0000 0001 2019 6627
- Library of Congress Control Number: n2003046154
- Nationale Bibliotheek van Letland: 000281704
- Nationale Bibliotheek van Tsjechië: osa2010608861
- Nationale Bibliotheek van Israël: 987007377920905171
- Nederlandse Thesaurus van Auteursnamen: 262496577
- LIBRIS: 214535
- Virtual International Authority File: 67145971397732330642
- WorldCat: E39PBJckJTwHRm6cV9grJv34v3